# Hoa nắng (phim truyền hình Việt Nam)
Hoa nắng là một bộ phim truyền hình được thực hiện bởi Hãng phim Thiên Ngân do Đặng Minh Quang làm đạo diễn. Phim phát sóng vào lúc 21h20 thứ 2, 3, 4 hàng tuần bắt đầu từ ngày 5 tháng 3 năm 2012 và kết thúc vào ngày 23 tháng 5 năm 2012 trên kênh VTV3.

## Nội dung
Hoa nắng xoay quanh hoàn cảnh của ba cô gái Quỳnh (Nhã Phương), Thư (Lê Bê La), Ngân  (Kha Ly). Với những khó khăn khác nhau, họ dường như cảm thấy cô đơn và lạc lõng trong cuộc sống; nhưng với tinh thần lạc quan và nụ cười luôn thường trực trên môi, họ đã tình cờ gặp nhau trong thế giới "ảo", để từ đó trở thành bạn bè thân thiết, cùng chia sẻ tâm sự buồn vui, cùng vượt qua những cơn "lốc xoáy" vô hình của cuộc sống...

## Diễn viên
- Nhã Phương trong vai Quỳnh[2]
- Lê Bê La trong vai Thư[4]
- Kha Ly trong vai Ngân[1]
- Hà Trí Quang trong vai Thắng[2]
- Hoàng Anh trong vai Phúc[5]
- Trịnh Phương Đài trong vai Mỹ Linh[5]
- Trịnh Kim Chi trong vai Bà Ngọc[1]
- Tấn Phát trong vai Khương[1]
- NSƯT Thanh Điền trong vai Ông Hưng[1]
- Tuyết Thu trong vai Bà Mai[1]
- Hữu Phước trong vai Ông Cường
- Quang Khải trong vai Ông Ninh
- Huy Cường trong vai Cậu út Bình
- Anh Đào trong vai Uyên
- Tống Mỹ Ly trong vai Bà Hoa
- Bảo Khương trong vai Ông Tuấn

Cùng một số diễn viên khác...

## Ca khúc trong phim
Bài hát trong phim là ca khúc "Tình yêu rực nắng" do Nguyễn Quang Vinh sáng tác và Bảo Phương thể hiện.

## Tranh cãi
Trong tập 3 của phim phát sóng vào ngày 6 tháng 3 năm 2012, một cảnh phim cho thấy diễn viên nam đang liếm rượu trên ngực bạn diễn nữ đã gây ra tranh cãi, bị cho là "phản cảm", "dung tục". Hai diễn viên đóng cảnh trên cùng với đạo diễn đã giải thích phân đoạn phim này được thục hiện là "có ý đồ" và đã tính toán kỹ càng từ trước, nhằm thể hiện lối sống trụy lạc của một bộ phận giới trẻ đương thời. Biên kịch Nguyễn Thị Thu Huệ, thành viên Hội đồng duyệt phim Đài Truyền hình Việt Nam, cũng giải thích về ý đồ nội dung của cảnh phim và khẳng định sẽ rút kinh nghiệm khi duyệt những tác phẩm có cảnh nhạy cảm sau.